# Desiderato de Besanzón
Desiderato (en francés: Désiré, lit. 'Deseado'; f. Lons-le-Saunier, siglo V), fue obispo de Besanzón, venerado como santo por la Iglesia Católica.

## Biografía
Nada se sabe de este santo. En los antiguos catálogos episcopales de la Archidiócesis de Besanzón, su nombre aparece entre el décimo y el duodécimo lugar, en una serie de obispos santos históricamente indocumentados. Los extremos cronológicos en los que se podría ubicar a su episcopado son 346, el año en que se documenta el obispo Pancrazio (o Pancario), el 6° o 7° de las listas episcopales, y alrededor del 444, año en que aparece el obispo Chelidonio, 13°, 14° o 15° de los catálogos. Se puede deducir que su episcopado tuvo lugar a principios del siglo V. El único hecho cierto de su vida es que murió y fue enterrado en Lons-le-Saunier, cerca de Besanzón.
Surgen dudas sobre la verdadera pertenencia de Desiderato a la serie de obispos de Besanzón. Según algunos autores, en realidad sería un santo venerado en la región, que fue incluido en los catálogos episcopales de los obispos para llenar los vacíos presentes en la serie de obispos de esa sede episcopal.
En un antiguo calendario litúrgico del Franco Condado, san Desiderato se conmemora el 27 de julio. Desconocido para el martirologio romano escrito por Baronio, su culto fue confirmado por el papa León XIII el 24 de noviembre de 1900.
Su nombre se insertó en la nueva Martirología romana, reformada de acuerdo con los decretos del Concilio Vaticano II, donde se le recuerda con estas palabras:

"En Lons-le-Saulnier, en los montes del Jura, en Francia, san Desiderato, que se cree fue obispo de Besanzón".